# Marcus Antonsson
Pour les articles homonymes, voir Antonsson.
Carl Marcus Christer Antonsson, né le 8 mai 1991 à Unnaryd en Suède, est un footballeur suédois évoluant au poste d'attaquant.

## Biographie
Antonsson inscrit 32 buts en première division suédoise avec les clubs d'Halmstads BK et du Kalmar FF.
Il est demi-finaliste de la Coupe de Suède en 2016 avec Kalmar. Il inscrit un but lors de la demi-finale disputée contre le club de Malmö, mais malgré tout Kalmar s'incline sur le score de 2-3 à domicile.
Le 28 juin 2016, il rejoint le club anglais de Leeds United.
Le 11 août 2017, il est prêté à Blackburn Rovers.
Le 14 juillet 2018, il rejoint Malmö FF.

## Palmarès
- Blackburn Rovers
  - Football League One (D3)
    - Vice-champion : 2018
- Malmö FF
  - Champion de Suède : 2020